# Штейн, Павел Семёнович
Па́вел Семёнович Штейн (14 сентября 1951 — 9 октября 2015) — глава Бурейского района Амурской области, бывший депутат Амурского областного Совета, депутат Совета Федерации первого созыва.

## Биография
Родился в с. Нижняя Полтавка Константиновского района Амурской области.

### Образование и трудовая деятельность
Окончил Хабаровский политехнический институт по специальности «инженер-строитель».
Трудовую деятельность начал в 1968 года слесарем-наладчиком на маслозаводе в Благовещенске, работал каменщиком, бетонщиком, бригадиром монтажников в строительных организациях Амурской области.
С 1978 по 1979 год — инженер лаборатории Амурского отделения Института экономических исследований АН СССР. С 1979 по 1987 год — старший, главный инженер, начальник строительного управления № 11 треста «Главамурстрой».

### Политическая деятельность
С 1987 год — заместитель председателя исполкома Бурейского районного Совета Амурской области. С 1990 года — председатель исполкома и, одновременно, председатель Бурейского районного Совета народных депутатов.
С мая по октябрь 1993 года — заместитель главы администрации Амурской области А. В. Сурата — председатель Комитета по экономике. В декабре 1993 года был избран депутатом Совета Федерации первого созыва, был заместителем председателя Комитета по делам Федерации, Федеративному договору и региональной политике. В сентябре 1996 года баллотировался на пост главы администрации Амурской области, набрал 6,94 % голосов.
С 1997 года по 14 сентября 2014 года являлся главой Бурейского района Амурской области, избирался на этот пост четырежды. На выборах 2014 года свою кандидатуру не выдвигал.
Скончался 9 октября 2015 года от онкологического заболевания. Похоронен на кладбище пос. Новобурейский Бурейского района Амурской области.

## Семья
Был женат, двое сыновей и три внука.

## Награды
Почётный знак «За заслуги» — высшая государственная награда Амурской области